# Digitale Bibliothek für Vogelkunde
Die Digitale Bibliothek für Vogelkunde (STERNA) war ein 2010/11 abgeschlossenes Projekt von zwölf europäischen Forschungsmuseen zur Vermittlung und Vernetzung von ornithologischen Daten. Vogelkundliche Informationen von zwölf naturhistorischen Museen und Multimedia-Archiven in Europa werden durch dieses Projekt mit semantischen Web-Technologien zugänglich gemacht. Alle Inhalte stehen auch der Europäischen Digitalen Bibliothek Europeana zur Verfügung.

## Hintergrund
Semantische Web-Technologien können Museen in der Kulturvermittlung unterstützen, indem Daten institutionsübergreifend verfügbar gemacht und präsentiert werden können. Das Projekt erfolgte im Kontext der European Digital Library Initiative und war ein Pilotprojekt, mit dem das Potenzial solcher Technologien zur Vernetzung von verteilten und heterogenen Datenbanken untersucht werden sollte. Eine einheitliche Suche und der Zugang zu den Inhalten waren ebenfalls ein Ziel des Projektes.
Das Projektkonsortium umfasste 12 Museen und andere Institutionen, die Daten zur Naturgeschichte und Biodiversität sammeln und zugänglich machen. Das Technologie-Unternehmen Trezorix arbeitete in dem Projekt mit, Salzburg Research war Projektkoordinator. Das Projekt wurde 2008–2010 durch eContentplus kofinanziert und war ein Best Practice Network in der Programmlinie Digitale Bibliotheken: kulturelle und wissenschaftliche Inhalte.

## Beteiligte Institutionen
1. Archipelagos, Griechenland. Archipelagos ist eine unabhängige gemeinnützige Umweltorganisation, die sich mit der Land- und Meeresbiologie des Ägäischen Meeres beschäftigt.
2. DOPPS BirdLife, Slowenien.
3. Heritage Malta Heritage Malta ist eine staatliche Einrichtung zur Verwaltung, Förderung und Bewahrung des kulturellen Erbes Maltas.
4. Ungarisches Naturwissenschaftliches Museum. Das ungarische naturhistorische Museum hat fünf wissenschaftliche Abteilungen mit über zehn Millionen naturhistorischen Objekten.
5. Isländisches naturhistorisches Institut. Das isländische naturhistorische Institut ist eine öffentliche staatliche Einrichtung, die mit der wissenschaftlichen Erforschung und Bewahrung des natürlichen Erbes Islands betraut ist.
6. Naturhistorisches Museum/Gemeinde Amaroussion, Griechenland. Das naturhistorische Museum Amaroussion besitzt eine große Sammlung an einbalsamierten Tieren. Neben wissenschaftlicher Forschung zählen auch Bildungs- und Öffentlichkeitsarbeit zu den Aufgaben des Museums.
7. Naturhistorisches Museum Luxemburg. Neben der Bewahrung des naturhistorischen Erbes des Landes zählen zu den Aufgaben des naturhistorischen Museums Forschung sowie Bildungs- und Öffentlichkeitsarbeit.
8. Naturalis, Niederlande.
9. Niederländisches Institut für Ton und Bild. Es ist eines der größten audiovisuellen Archive in Europa. Der Bestand umfasst ca. 70 Prozent des audiovisuellen Erbes der Niederlande.
10. Königliches Museum für Zentralafrika, Belgien. Es ist ein führendes Forschungsinstitut zu Biodiversität in Afrika südlich der Sahara und in Zentralafrika im Speziellen.
11. Salzburg Research, Österreich. Diese gemeinnützige Forschungsgesellschaft des Landes Salzburg betreibt angewandte Forschung und Entwicklung in den Bereichen Informations- und Kommunikationstechnologien.
12. Teylers Museum, Niederlande.
13. Wildscreen/ARKive. Wildscreen ist eine im Vereinigten Königreich beheimatete und global agierende Wohltätigkeitsorganisation, deren zentrale Ziele die Stärkung des öffentlichen Bewusstseins um die Wichtigkeit der Biodiversität und die Bewahrung der Natur durch die Macht von Naturbildern sind.
14. Trezorix, Niederlande. Technischer Partner

Weitere Partnerorganisationen von STERNA
- Birdpix, Niederlande
- Naturhistorisches Museum Mainz, Deutschland
- Xeno-canto Stiftung für Naturgeräusche, Niederlande
- Museon, Niederlande
- NABO – North Atlantic Biocultural Organisation, USA